# Buzina

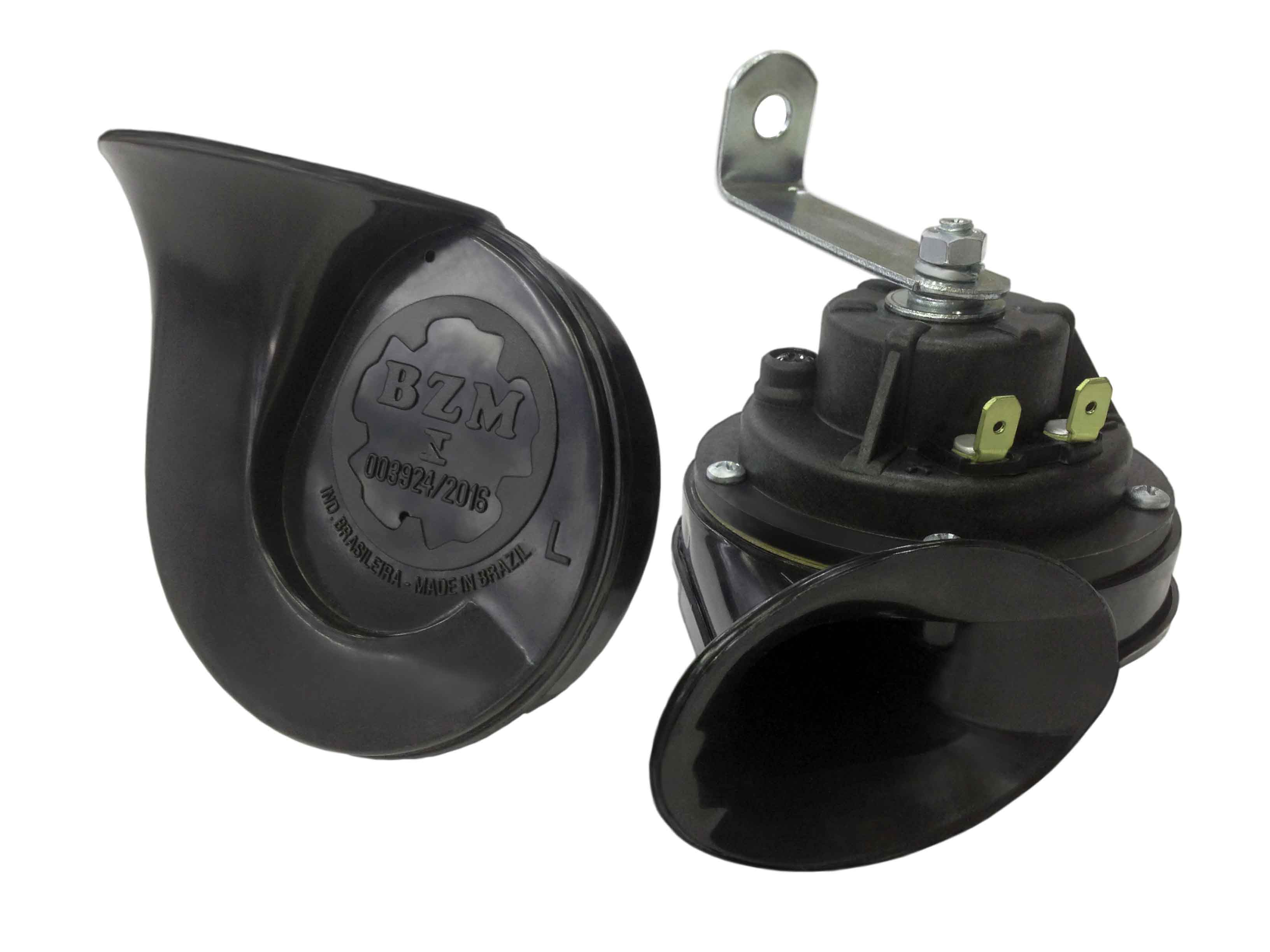
Buzina de Automóvel

Uma buzina é um instrumento composto por um pequeno balão de borracha e uma trompeta unidos. Ao pressionar o balão, o ar sai pela trompeta criando som. No início da produção de automóveis, a clássica buzina era usada como sinal acústico, tendo sido substituída por um elemento acionado por energia elétrica, que recebeu por costume o mesmo nome. 
Atualmente as buzinas são acionadas a partir de vibrações geradas por eletricidade, os órgãos de gerenciamento de automóveis, adotaram tonalidades para cada tipo de veículo, assim, a buzina de uma moto é diferente de uma buzina de um caminhão e um carro, também há limitações quanto ao volume de som produzido por buzinas.